# Субботов (Ивано-Франковская область)
Субботов (укр. Суботів) — село в Галичской городской общине Ивано-Франковского района Ивано-Франковской области Украины.
Население по переписи 2001 года составляло 112 человек. Занимает площадь 0,517 км². Почтовый индекс — 77151. Телефонный код — 03431.